# Leptoglanis xenognathus
Leptoglanis xenognathus är en fiskart som beskrevs av George Albert Boulenger 1902. Leptoglanis xenognathus ingår i släktet Leptoglanis och familjen Amphiliidae. IUCN kategoriserar arten globalt som livskraftig. Inga underarter finns listade i Catalogue of Life.